# Głód (film)
Głód (ang. Hunger) – brytyjsko-irlandzki dramat, paradokument historyczny z 2008 roku w reżyserii Steve’a McQueena; zdobywca 28 nagród filmowych i 14 nominacji.

## O filmie
Film opowiada o proteście członków paramilitarnej organizacji IRA, którzy w brytyjskim więzieniu poprzez strajk głodowy domagają się przyznania im statusu więźniów politycznych. Fabuła koncentruje się wokół losów Bobby'ego Sandsa, lidera IRA, który zmarł po 66 dniach głodówki. Akcja dzieje się w 1981, a jej podstawę stanowią autentyczne wydarzenia historyczne w północnoirlandzkim więzieniu Maze.
Głód jest debiutem reżyserskim Steve’a McQueena, który scenariusz napisał razem z Endą Walshem na zamówienie Blast!Films, Channel 4 i Film4. Film premierę miał 15 maja 2008 na 61. MFF w Cannes, gdzie został entuzjastycznie przyjęty, a McQueen otrzymał Złotą Kamerę dla najlepszego debiutanta. Pierwszy polski pokaz Głodu odbył się 24 lipca 2009 we Wrocławiu, w ramach festiwalu Era Nowe Horyzonty. Film zdobył tam główną nagrodę jury, czyli Grand Prix. Oficjalna polska premiera obrazu miała miejsce 8 stycznia 2010.
Postać Bobby'ego Sandsa zagrał Michael Fassbender. Autorem zdjęć jest Sean Bobbitt, muzykę skomponował David Holmes.

## Obsada
- Michael Fassbender - Bobby Sands
- Stuart Graham - Ray Lohan
- Helena Bereen - Matka Raya
- Liam Cunningham - Ojciec Moran
- Liam McMahon - Gerry
- Brian Milligan - Davey
- Rory Mullen - Ksiądz
- Lalor Roddy - William

i inni.